# Future of Life Institute
Das Future of Life Institute (FLI, Institut für die Zukunft des Lebens) ist eine unabhängige gemeinnützige Organisation mit Büros in Brüssel, Belgien und in Campbell, USA. Die Ziele vom FLI sind die Verringerung von existenziellen Risiken für die Menschheit, insbesondere von Risiken aus künstlicher Intelligenz (KI) sowie die Entwicklung positiver Zukunftsvisionen, welche durch transformative Technologie ermöglicht werden.
Die Arbeit des Instituts umfasst unter anderem die Vergabe von Fördermitteln, Bildungsarbeit und Interessenvertretung bei den Vereinten Nationen, der Regierung der Vereinigten Staaten und den Institutionen der Europäischen Union.

## Gründung
Das Institut wurde im März 2014 von Max Tegmark, Kosmologe am MIT, Jaan Tallinn, Mitbegründer von Skype, Viktoriya Krakovna, Forscherin bei DeepMind, Meia Chita-Tegmark, Postdoctoral Research Fellow an der Tufts University, und Anthony Aguirre, Physiker an der UCSC, gegründet.
Zu den Beratern des Instituts gehören unter anderem der Informatiker Stuart Russell, der Biologe George Church, der Kosmologe Saul Perlmutter, der Physiker Frank Wilczek, der Unternehmer Elon Musk sowie Alan Alda und Morgan Freeman.

## Tätigkeiten

### Interessenvertretung
Das Institut trägt aktiv zu globalen und regionalen Debatten über KI Politik bei.
In Europa hat sich das Institut beispielsweise erfolgreich dafür eingesetzt, dass Allzweck KI-Systeme wie GPT-4 in die EU-Verordnung über künstliche Intelligenz aufgenommen werden.
Auch in den USA setzt sich das Institut für Gesetze zur Regulierung von künstlicher Intelligenz ein. Im Oktober 2023 lud der Mehrheitsführer im US-Senat, Chuck Schumer, das FLI dazu ein, seine Ansichten zur KI-Regulierung mit ausgewählten Senatoren zu teilen.
Das Institut setzt sich zusammen mit anderen Organisationen aktiv für die Verbote von nicht einvernehmlichen Deepfakes und tödlichen autonomen Waffen ein. In 2017 veröffentlichte das FLI zusammen mit Stuart Russell Slaughterbots, ein Video, welches vor den Gefahren bewaffneter Drohnenschwärme warnt.

### Vergabe von Forschungszuschüssen
2015 startete das Institut das erste peer-reviewte Zuschussprogramm, das sicherstellen sollte, dass künstliche Intelligenz (KI) sicher, ethisch vertretbar und nutzbringend bleibt. In der ersten Runde vergab FLI 6,5 Millionen US-Dollar an 37 Forscher.
Das zweite Förderprogramm des Instituts zur Sicherheit von KI fand 2018 statt. In den Jahren 2021, 2022 und 2023 richtete das FLI ein neues Stipendienprogramm für Doktoranden und Postdoktoranden ein, das von dem russisch-kanadischen Programmierer Vitalik Buterin finanziert wurde.
Das Förderprogramm von 2022 fokussierte sich auf Forschungsprojekte, welche das wissenschaftliche Verständnis der Folgen eines Atomkriegs zu vertiefen.
Im Jahr 2024 veröffentlichte das Institut einen Aufruf zur Einreichung von Forschungsvorschlägen, welche analysieren, wie sich künstliche Intelligenz in naher Zukunft auf die Ziele für nachhaltige Entwicklung (SDGs) in Bezug auf Armut, Gesundheitsversorgung, Energie und Klimawandel auswirken wird.
Im selben Jahr veröffentlichte das Institut einen weiteren Aufruf zur Einreichung von Forschungsvorschlägen mit dem Ziel, vertrauenswürdige Mechanismen oder Institutionen für eine globale Governance zu entwerfen, die dazu beitragen können, eine Zukunft mit keinem, einem oder mehreren Projekten allgemeiner künstlicher Intelligenz zu stabilisieren.
Weiterhin stellte das Institut 2024 bis zu 4 Mio. USD zur Verfügung, um Projekte zur Verringerung der Gefahren der KI-gesteuerter Machtkonzentration zu unterstützen.

### Konferenzen & Events
Am 24. Mai 2014 veranstaltete das Institut am MIT eine Diskussion über die Zukunft der Technologie (The Future of Technology: Benefits and Risks), die von Alan Alda moderiert wurde. Die Teilnehmer waren George Church (Biologe), Ting Wu (Genetiker), Andrew McAfee (Wirtschaftswissenschaftler), Frank Wilczek (Physiker) und Jaan Tallinn. Die Diskussion umfasste eine Vielzahl von Themen, von der Zukunft der Biotechnologie bis hin zur Ethik der künstlichen Intelligenz und der Singularität.
Vom 2. bis 5. Januar 2015 organisierte und veranstaltete das Institut die Konferenz „The Future of AI: Opportunities and Challenges“ (Die Zukunft der KI: Chancen und Herausforderungen), deren Ziel es war, die vielversprechendsten Forschungsrichtungen zu identifizieren, um die Vorteile der KI zu nutzen. Während der Konferenz ließ das Institut einen offenen Brief über künstliche Intelligenz zirkulieren, der später von Stephen Hawking, Elon Musk und vielen anderen Experten unterzeichnet wurde, darunter 100 führende Persönlichkeiten aus der Welt der KI.
2017 organisierte das Institut die Asilomar Conference on Beneficial AI in Kalifornien, eine private Zusammenkunft, die von der New York Times als „die großen Namen der KI“ bezeichnet wurde (darunter Yann LeCun, Elon Musk und Nick Bostrom). Das Institut veröffentlichte eine Reihe von Grundsätzen für die verantwortungsvolle Entwicklung von KI, die aus den Diskussionen auf der Konferenz hervorgegangen waren und von Yoshua Bengio, Yann LeCun und vielen anderen KI-Forschern unterzeichnet wurden.
2019 hat das Institut die Beneficial AGI Conference in Puerto Rico abgehalten, mit dem Ziel, langfristige Fragen zu beantworten, um sicherzustellen, dass fortgeschrittene künstliche Intelligenz der Menschheit helfen wird.

### Future of Life Award
Der jährliche „Future of Life“-Preis ehrt Menschen, die zum Zeitpunkt ihrer Leistungen keine große Anerkennung genossen haben, aber signifikant dazu beigetragen haben, die Welt zu verbessern.
Preise wurden verliehen an:
- 2017: Familie des verstorbenen Vasili Arkhipov, weil er 1962 auf dem Höhepunkt der Kuba-Raketenkrise wahrscheinlich im Alleingang die Welt vor einem Atomkrieg bewahrt hat;[37]
- 2018: Familie des verstorbenen Stanislas Petrov, dessen mutiges Urteil am 26. September 1983 wahrscheinlich einen Atomschlag während des Kalten Krieges verhindert hat, der einen offenen Atomkonflikt hätte auslösen können;[38]
- 2019: Matthew Meselson für seine Arbeit zur Biowaffenkonvention von 1972, ein internationales Verbot der Entwicklung, Herstellung und Lagerung bakteriologischer (biologischer) Waffen und Toxinwaffen, sowie zur die Vernichtung solcher Waffen;[39]
- 2020: Familie des verstorbenen Wiktor Schdanow und an William Foege für ihren Beitrag zur Ausrottung des Pockenvirus;[40]
- 2021: Stephen Andersen, Susan Solomon und den inzwischen verstorbenen Joseph Farman für ihre wesentlichen Beiträge zum Montrealer Protokoll von 1987 zum Schutz der Ozonschicht;[41]
- 2022: Jeannie Peterson, Paul Crutzen, John Birks, Richard Turco, Owen Toon, Carl Sagan, Georgiy Stenchikov und Alan Robock für die Verringerung des Risikos eines Atomkriegs durch die Entwicklung und Popularisierung der Wissenschaft des nuklearen Winters;[42]
- 2023: Nicholas Meyer, Edward Hume, Brandon Stoddard, Walter F. Parkes und Lawrence Lasker für die Verringerung des Risikos eines Atomkriegs durch öffentlichkeitswirksame Filme.[43]
- 2024: Batya Friedman, James H. Moor und Steve Omohundro für ihre Forschung zu Computerethik und KI-Sicherheit und Anwendung dieser.[44]

### Offene Briefe

#### Offener Brief zu tödlichen autonomen Waffen
2018 veröffentlichte das Institut einen Brief, in dem die Verabschiedung von „Gesetzen gegen tödliche autonome Waffen“ gefordert wurde. Zu den Unterzeichnern gehörten Elon Musk, Demis Hassabis, Shane Legg und Mustafa Suleyman.

#### Offener Brief: Leistungsfähige KI-Systeme pausieren
Im März 2023 erschien ein offener Brief, in dem eine Pause bei der Entwicklung von KI-Systemen gefordert wurde, die leistungsfähiger als GPT-4 sind. Der Brief warnt vor ernsthaften Risiken für die Menschheit und wurde von über 33.000 Menschen unterzeichnet. Zu den Unterzeichnern zählen bekannte Namen aus Industrie und Forschung wie Yoshua Bengio, Stuart Russell, Elon Musk, Steve Wozniak und Yuval Noah Harari.

#### Offener Brief an die führenden Politiker der Welt
2024 veröffentlichte Max Tegmark, Präsident des FLI, zusammen mit Mary Robinson, Präsidentin der NGO Global Elders, einen Brief in Le Monde, in dem er die führenden Politiker der Welt dazu aufforderte, angesichts der existenziellen Bedrohungen dringend Maßnahmen zu ergreifen.